# FASM
FASM (flat assembler) — асемблер, для архітектур IA-32 та x86-64, використовує синтаксис Інтел. Відомий своєю швидкістю компіляції, оптимізацією розміру скомпільованого коду, портованістю на різні ОС та широкими можливостями препроцесора (макросами), що дозволяє автоматизувати безліч рутинних завдань. Він є низькорівневим асемблером та навмисно має лише невелику кількість опцій командного рядка. FASM є вільним та відкритим програмним забезпеченням.
FASM має біндинги до GUI та OpenGL на платформі Windows. Всі версії FASM можуть створювати файли таких форматів: «сирі» бінарники з пласкою адресацією (що використовуються передусім як DOS COM застосунки чи SYS драйвери), об'єктні файли: ELF чи COFF (як класичного так і MS-орієнтованого вигляду), чи застосунки у форматах MZ, ELF, PE (включно з драйверами WDM). Також існує неофіційний порт на архітектуру ARM (FASMARM).

## Історія
Проєкт розпочав у 1999 році польський студент математики Томаш Гриштар. Перший публічний випуск був представлений 15 березня 2000 року. FASM сам повністю написаний на асемблері і йде із повним початковим кодом. З версії 0.90 FASM може скомпілювати свій власний код. Він використовувався для написання декількох операційних систем, включаючи MenuetOS та DexOS.

## Приклади
Приклад Windows-програми «Hello, world!», яка викликає повідомлення за допомогою функції MessageBox:
```
         
format
  
pe
 
gui
 
4
.0

         
entry
   
start

         
include
 
'
win32a.inc
'

 
start:

         
invoke
  
MessageBox
,
NULL
,
message
,
message
,
MB_OK

         
invoke
  
ExitProcess
,
0

 
message
 
db
 
'
Hello
,
 
World
!
'
,
0

  

         
data
    
import

         
library
 
kernel32
,
'
kernel32.dll
'
,
\

                 
user32
,
'
user32.dll
'

         
include
 
'
api
/
kernel32.inc
'

         
include
 
'
api
/
user32.inc
'

         
end
     
data

```

Або так:
```
         
include
 
'
win32ax.inc
'

 
.code

 
main:

         
invoke
  
MessageBox
,
NULL
,
'
Hello
,
 
World
!
'
,
'
Fasm
 
message
 
box
:
'
,
MB_OK

         
invoke
  
ExitProcess
,
0

 
.end
 
main

```

Трохи складніша версія, з визначенням секцій в PE-файлі:
```
         
format
  
pe
 
gui

         
entry
   
start

         
include
 
'
win32a.inc
'

 
section
 
'
.data
'
 
data
 
readable
 
writeable

 
message
 
db
      
'
Hello
,
 
World
!
'
,
0

 
section
 
'
.code
'
 
code
 
readable
 
executable

 
start:

         
invoke
  
MessageBox
,
NULL
,
message
,
message
,
MB_OK

         
invoke
  
ExitProcess
,
0

 
section
 
'
.idata
'
 
import
 
data
 
readable
 
writeable

         
library
 
kernel32
,
'
kernel32.dll
'
,
\

                 
user32
,
'
user32.dll
'

         
import
  
kernel32
,
\

                 
ExitProcess
,
'
ExitProcess
'

         
import
  
user32
,
\

                 
MessageBox
,
'
MessageBoxA
'

```

Приклад простого застосунку в .COM форматі.
```
        
org
      
100
h

        
mov
      
ah
,
9
h

        
mov
      
dx
,
hello

        
int
      
21
h

        
mov
      
ah
,
8
h

        
int
      
21
h

        
int
      
20
h

 
hello
  
db
       
13
,
10
,
"
Hello
,
 
World
!
$
"

```

Приклад простого застосунку в ELF форматі.
```
format
 
ELF
 
executable
 
3

entry
 
start

segment
 
readable
 
executable

start:

	
mov
	
eax
,
4

	
mov
	
ebx
,
1

	
mov
	
ecx
,
 
msg

	
mov
	
edx
,
 
msg_size

	
int
	
0x80

	
mov
	
eax
,
1

	
xor
	
ebx
,
 
ebx

	
int
	
0x80

segment
 
readable
 
writeable

msg
 
db
 
'
Hello
 
world
!
'
,
0xA

msg_size
 
=
 
$-msg

```